# Reinhold Rabenstein
Reinhold Rabenstein (* 25. Juli 1948 in Wien) ist ein österreichischer Autor, Trainer, Coach und Berater. Er entwickelte neue Methoden des Lernens.

## Leben
Zunächst Erzieher, Kulturreferent und Jugendzentrumsleiter, machte sich Reinhold Rabenstein 1974 selbständig als Trainer und Berater. Er absolvierte Ausbildungen zum Spielpädagogen, Kommunikationsberater und integrativen Gestalttherapeuten (Universität Graz mit dem FPI-Fritz Perls Institut, Düsseldorf, sowie systemische Familientherapie am IFS-Institut für Systemische Therapie und Beratung, Linz), Fortbildungen in Organisationsentwicklungs-Beratung und in Struktur- und Organisationsaufstellungen.
1977 gründete Reinhold Rabenstein gemeinsam mit Trainerkollegen das Ausbildungsinstitut für Gruppe und Bildung (AGB) und 1990 den Verein GPÖ-Gestaltpädagogik Österreich (GPE). 
Reinhold Rabenstein ist Vater von zwei Söhnen und lebt in Linz.

## Veröffentlichungen
- mit Auguste Reichel und René Reichel: Bewegung für die Gruppe, Ökotopia 1982, 8. Auflage 1992, ISBN 978-3-922220-18-3
- Großgruppen-Animation, Ökotopia 1981, 6. Auflage 1993, ISBN  978-3-922220-17-6
- Lernen kann auch Spaß machen, Ökotopia 1996, 5. Auflage 1996,  ISBN 978-3-925169-04-5
- mit Michael Tanhoffer und anderen: Kreativ unterrichten, Ökotopia 1992, 3. Auflage 1997, ISBN 3-925-169-04-0
- mit René Reichel und Michael Tanhoffer: Das Methoden-Set, 5 Bände, Ökotopia Verlag, 9. Auflage 1998, ISBN 978-3-925169-21-2
- mit René Reichel: kreativ beraten, Ökotopia Verlag, 2001, ISBN 978-3-931902-80-3
- mit Christa Renoldner und Eva Scala: einfach systemisch!, Ökotopia Verlag 2007, ISBN 978-3-86702-010-7